# Ghettoliste (Dänemark)

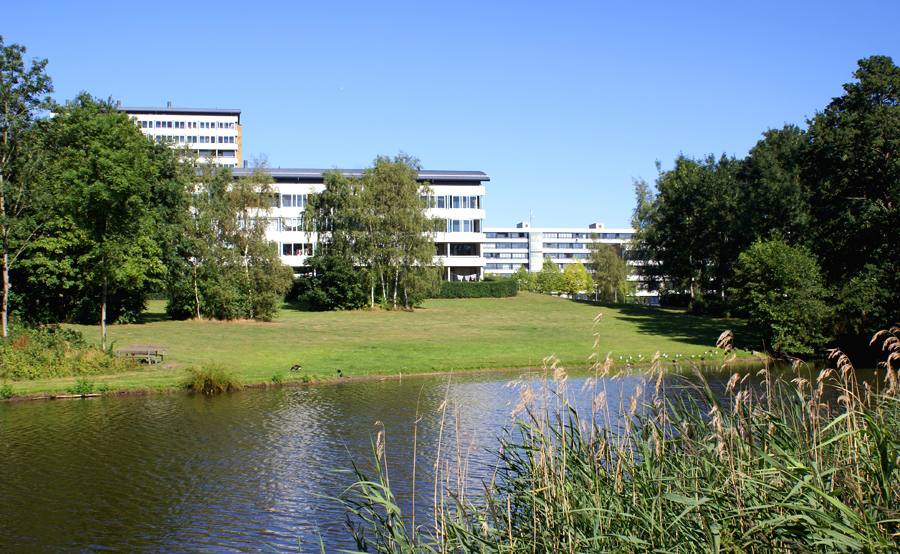
Typischer Häuserblock im Stadtteil Vollsmose in Odense – von der dänischen Regierung als „hartes Ghetto“ eingestuft

In der sogenannten Ghettoliste (dänisch Liste over ghettoområder ‚Liste der Ghetto-Gebiete‘) listet das Verkehrs-, Bau- und Wohnungsministerium der dänischen Regierung Stadtteile, die durch Sozialen Wohnungsbau, einen niedrigen sozioökonomischen Status, relativ hohe Kriminalität und einen hohen Anteil an Zuwanderern gekennzeichnet sind.
In Dänemark hat die Debatte um Einwanderung und Integration seit dem späten 20. Jahrhundert mehr Aufmerksamkeit erhalten. 2004 verabschiedete die dänische Regierung erstmals eine offizielle „Ghetto-Strategie“. Im Jahr 2010 wurden im Rahmen eines 32-Punkte-Plans offizielle Kriterien für dänische „Ghettos“ festgelegt und eine Liste von 29 Wohngebieten erstellt, welche diese Kriterien erfüllen. Seitdem wurde diese Liste jährlich erneuert.
Um die Lage in den Gebieten zu verbessern, gilt in ihnen seit 2019 das sogenannte „Ghetto-Gesetz“, das besondere Sonder-Gesetze bis hin zu Umsiedlungen beinhaltet.
Im Dezember 2019 wurden 28 Wohngebiete als „Ghettos“ deklariert, darunter 15 als „harte Ghettos“. 40 Wohngebiete wurden als „Gefährdete Gebiete“ deklariert. Die Anzahl der Gebiete auf der Liste ist in den letzten Jahren zurückgegangen, meist, weil die Kriminalität sank.

## Kriterien

### Kriterien ab 2010
In der ersten offiziellen Ghettoliste von 2010 wies das Sozialministerium die Gebiete anhand von drei Kriterien aus. Ein Ghetto war demnach ein Gebiet mit mindestens 1.000 Einwohnern, welches zwei dieser drei Kriterien erfüllte:
- Über 40 Prozent der 18- bis 64-Jährigen weder berufstätig noch in Ausbildung oder Studium (Durchschnitt der letzten vier Jahre)
- Über 2,7 Prozent der Volljährigen verurteilt nach Strafgesetzbuch, Waffengesetz oder Betäubungsmittelgesetz (Durchschnitt der letzten vier Jahre)
- Über 50 Prozent der Bewohner Zuwanderer bzw. ihre Nachkommen aus nicht-westlichen Ländern

### Kriterien ab 2014
Ab 2014 galten um Bildungs- und Einkommensfaktoren erweiterte Kriterien. Ein Wohngebiet erschien nun auf der Ghettoliste, sofern es mindestens 1.000 Einwohner hat und drei der folgenden fünf Kriterien erfüllte:
- Über 40 Prozent der 18- bis 64-Jährigen weder berufstätig noch in der Ausbildung (Durchschnitt der letzten zwei Jahre)
- Über 2,7 Prozent der Volljährigen verurteilt nach Strafgesetzbuch, Waffengesetz oder Betäubungsmittelgesetz (Durchschnitt der letzten zwei Jahre)
- Über 50 Prozent der 30- bis 59-Jährigen haben lediglich eine Grundschul-Bildung (in Dänemark 1. bis 9. Klasse)
- Durchschnitts-Brutto-Einkommen der Steuerpflichtigen (exkl. Auszubildende und Studenten) zwischen 15 und 64 Jahren weniger als 55 Prozent des Durchschnitts derselben Gruppe in der Region
- Über 50 Prozent der Bewohner Zuwanderer bzw. ihre Nachkommen aus nichtwestlichen Ländern

### Kriterien ab 2018

#### Hintergrund
In seiner Neujahrsrede am 1. Januar 2018 kündigte Ministerpräsident Lars Løkke Rasmussen die Abwicklung der „Ghettos“ an. Die solle durch den Abriss einiger Gebäude und die Umsiedlung von Bewohnern in andere Gebiete geschehen.
Verhandlungen in dieser Sache wurden daher zu einem wichtigen politischen Thema. Gleichzeitig war die Kriminalität in diesen Gebieten wie im ganzen Land zurückgegangen, so dass Anfang 2018 nur zwei der bis dato 22 aufgelisteten „Ghettos“ das Kriterium der Kriminalität erfüllten. Ein Jahr vorher waren es noch 25 von 29.
2018 wurde unter anderem die Regierung dafür kritisiert, bei der Berechnung des Bildungsniveaus veraltete Zahlen zu verwenden. Dies lag daran, dass Zuwanderer in die Kategorie „nur Grundschule“ eingestuft wurden, sofern sie keine Schulbildung in Dänemark absolviert hatten. Schulbildung in ihrem Heimatland wurden somit nicht einberechnet. Nach Umfragen von Danmarks Statistik und der Rockwool Stiftung im Jahr 2017 würde sich bei Verwendung aktueller Daten die Zahl der „Ghettos“ halbieren.
Das Bildungskriterium wurde nun neu definiert. Nun wurde offiziell nur dänische Grundschulbildung berücksichtigt, jedoch der Schwellenwert auf 60 Prozent erhöht.
Des Weiteren wurden die Gebiete in einerseits „Gefährdete Gebiete“ (dänisch udsatte områder) und anderseits „Ghetto-Gebiete“ (dänisch ghettoområder) unterteilt. Unter den „Ghetto-Gebieten“ wurden zusätzlich „Harte Ghetto-Gebiete“ (dänisch hårde ghettoområder) deklariert.

#### Aktuelle Kriterien
Ghettogebiete sind Wohngebiete mit über 1000 Bewohnern, in denen die Bewohner oder ihre Vorfahren zu über 50 Prozent Zuwanderer aus sogenannten nichtwestlichen Ländern sind. Außerdem müssen sie mindestens zwei der folgenden Kriterien erfüllen:
- Über 40 Prozent der 18- bis 64-Jährigen weder berufstätig noch in der Ausbildung (Durchschnitt der letzten zwei Jahre)
- Der Anteil der Bewohner, die nach Strafgesetzbuch, Waffengesetz oder Betäubungsmittelgesetz verurteilt wurden, ist mehr als dreimal so hoch wie der nationale Durchschnitt (Durchschnitt der letzten zwei Jahre)
- Über 60 Prozent der 30- bis 59-Jährigen haben lediglich eine Grundschul-Bildung (in Dänemark: 1. bis 9. Klasse)
- Durchschnittliches Brutto-Einkommen der Steuerpflichtigen (exkl. Auszubildende und Studenten) zwischen 15 und 64 Jahren weniger als 55 Prozent des Durchschnitts derselben Gruppe in der Region

Gebiete, die seit fünf Jahren oder länger auf der „Ghettoliste“ stehen, gelten als „harte Ghetto-Gebiete“: Dort gibt es einen erhöhten Druck auf die Einhaltung der Kriterien, der bis zur Zwangsumsiedlung und zum Abriss von Sozialwohnungen führen kann.

## Probleme und Lösungsansätze

### Arbeitslosigkeit
Studien aus vergleichbaren Wohngebieten, u. a. in Liverpool, haben gezeigt, dass Arbeitslosigkeit einen starken Einfluss auf die Entwicklung des Wohngebietes hat. Dafür sind zwei Gründe verantwortlich:
1. geringes oder fehlendes Einkommen
2. Mangel an sinnvoller Tagesbeschäftigung

Dies führe manchmal zu
- Kriminalität, um an Geld zu kommen[10]
- Vandalismus oder Gewalt aus Verzweiflung[11]

Diese Entwicklungen werden durch Bandenbildung verstärkt.

### Zuwanderung
In der dänischen Integrationsdebatte wird häufig die Befürchtung vor Parallelgesellschaften aufgrund eines hohen Migrantenanteils geäußert, insbesondere im Zusammenhang mit nicht-westlichen Einwanderern. Deshalb wird dies in den Kriterien berücksichtigt.

### Lösungsansätze
Wissenschaftler und Politiker haben verschiedene Wege vorgeschlagen, um Probleme in diesen Gebieten zu lösen oder zu mildern.

#### 32-Punkte-Plan
Im Zusammenhang mit der ersten Liste 2010 veröffentlichte die Regierung einen 32-Punkte-Plan, der in folgende fünf Bereiche untergliedert wurde.
1. Schaffung attraktiverer Wohngebiete, welche die Isolation durchbrechen können
2. Besseres Gleichgewicht bei der Zusammensetzung der Bewohner
3. Stärkere Anstrengungen für Kinder und Jugendliche
4. Abkehr von Sozialhilfe, welche Bewohner vom Arbeitsmarkt fernhält
5. Bekämpfung von Sozialbetrug und Kriminalität

#### Ghetto-Plan
Um die Lage in den Gebieten zu verbessern, beschloss 2018 die konservative Regierung Rasmussen im Rahmen ihres „Ghetto-Plans“ das „Ghetto-Gesetz“, welches seit 2019 gilt. Die Sozialdemokraten opponierten 2018 zwar noch gegen diesen „Ghetto-Plan“, übernahmen ihn aber seit ihrer Machtübernahme 2019. Er sieht u. a. vor, dass Kinder aus den sogenannten „Ghettos“ verpflichtend mindestens 25 Stunden die Woche die Kita besuchen, um dänische Sprache, Werte und Kultur zu erlernen. Bei Nichterfüllung wird die Sozialhilfe gekürzt. Des Weiteren kann bei Diebstahl und Vandalismus in „Ghettos“ die doppelte Strafe verhängt werden. Für Gebiete, die 5 Jahre auf der Ghettoliste stehen („harte Ghettos“) ist der Abriss von Sozialwohnungen und die Umsiedlung ihrer Bewohner gesetzlich vorgesehen.

### Reaktionen der Städte
Um die Kategorisierung eines Stadtteils zu beeinflussen, begannen einige Städte damit, gezielt Bewohner zu einem Umzug zu bewegen. In Odense etwa beschloss der Stadtrat 2019, dass verurteilte Straftäter mit 15.000 Kronen beim Umzug unterstützt werden, wenn sie aus einem gelisteten Gebiet wegziehen. Hintergrund war, dass die Stadt riskierte, Wohnblöcke abreißen zu müssen, wenn sie den Anteil nicht senken könne.
Mit einer ähnlichen Aktion war es zuvor in Aarhus geglückt, eine Gegend in eine niedrigere Kategorie überzuführen. Dort wurden jedoch von einer Wohnungsbaugesellschaft Sozialhilfeempfänger unterstützt, da man mit 41 % Arbeitslosen nur knapp über der Grenze von 40 Prozent lag. Sie erhielten bis zu 50.000 Kronen, wenn sie aus dem Gebiet Skovgårdsparken im Stadtteil Brabrand wegzogen. Nachdem man auf den Umzug von etwa zehn Personen hoffte, meldeten sich schlussendlich 18 Personen, die allesamt Unterstützung erhielten.

## Kritik
Der Begriff „Ghetto“ wurde von einigen Stellen als stigmatisierend eingestuft. So äußerten 2010 drei Polizeichefs diesbezüglich Besorgnis.
Der Direktor der Wohnungsbaugesellschaft „Brabrand Boligforening“ erklärte, dass eine Untersuchung im Hinblick auf soziale Probleme zwar sinnvoll, die Bezeichnung „Ghetto“ jedoch absurd und unklug sei.
Ebenso äußerte der französische Soziologie-Professor Loïc Wacquant während eines Dänemark-Besuchs, dass die Ghetto-Listen stigmatisierend und verheerend seien, da sie dazu führen würden, dass gut ausgebildete Menschen wegziehen. Die Schwächsten und Kranken würden zusammen mit den Kriminellen zurückbleiben.
Im August 2019 äußerte der Wohnungsbauminister Kaare Dybvad, aufgrund der Vorbelastung durch das Warschauer Ghetto und die Fernsehserie The Wire wolle man den Begriff „Ghetto“ loswerden. Stand Dezember 2019 wird der Begriff jedoch weiterhin benutzt.
Dass Menschen ihre Wohnung aufgrund ihrer ethnischen Herkunft verlieren können, kritisiert die Direktorin des dänischen Menschenrechtsinstituts Louise Holck als „menschenrechtswidrige Ungleichbehandlung, ein Verstoß gegen das Diskriminierungsverbot“. Derzeit läuft deswegen eine Klage vor dem EU-Gerichtshof.